# Oona Sevenius
Oona Sevenius, własc. Oona Ilona Sevenius (ur. 28 kwietnia 2004 w Nurmijärvi) – fińska piłkarka, występująca na pozycji napastniczki w szwedzkim klubie FC Rosengård oraz w reprezentacji Finlandii. Uczestniczka Mistrzostw Europy 2025.

## Statystyki

### Klubowe
Na podstawie:
| Klub          | Sezonów | Liga                | Liga  | Liga   | Puchar krajowy | Puchar krajowy | Kontynentalne | Kontynentalne | Suma  | Suma   |
| Klub          | Sezonów | Liga                | Mecze | Bramki | Mecze          | Bramki         | Mecze         | Bramki        | Mecze | Bramki |
| ------------- | ------- | ------------------- | ----- | ------ | -------------- | -------------- | ------------- | ------------- | ----- | ------ |
| NJS           | 2       | Kansallinen Ykkönen | 28    | 26     | 2              | 2              | –             | –             | 30    | 28     |
| Pallokerho-35 | 2       | Kansallinen Liiga   | 38    | 16     | 9              | 6              | –             | –             | 47    | 22     |
| HJK Helsinki  | 1       | Kansallinen Liiga   | 23    | 16     | 6              | 3              | –             | –             | 29    | 19     |
| AC Milan      | 2       | Serie A             | 3     | 0      | 2              | 0              | –             | –             | 5     | 0      |
| F.C. Como     | 1       | Serie A             | 24    | 4      | 0              | 0              | –             | –             | 24    | 4      |
| FC Rosengård  | 1       | Damallsvenskan      | 12    | 5      | 3              | 2              | –             | –             | 15    | 7      |
|               | Łącznie | Łącznie             | 128   | 67     | 21             | 12             | 0             | 0             | 149   | 79     |

### Reprezentacyjne
Na podstawie:
| Gole w reprezentacji | Gole w reprezentacji | Gole w reprezentacji  | Gole w reprezentacji | Gole w reprezentacji | Gole w reprezentacji | Gole w reprezentacji | Gole w reprezentacji    |
| Lp.                  | Data                 | Miasto                | Przeciwnik           | Wynik                | Gole                 | Inne                 | Rozgrywki               |
| -------------------- | -------------------- | --------------------- | -------------------- | -------------------- | -------------------- | -------------------- | ----------------------- |
| 1.                   | 30.11.2023           | Turku                 | Rumunia              | 6:0 (3:0)            | 84'                  |                      | Liga Narodów UEFA       |
| 2.                   | 21.02.2024           | San Pedro del Pinatar | Filipiny             | 4:0 (3:0)            | 24'                  |                      | mecz towarzyski         |
| 3.                   | 21.02.2024           | San Pedro del Pinatar | Filipiny             | 4:0 (3:0)            | 43'                  |                      | mecz towarzyski         |
| 4.                   | 21.02.2024           | San Pedro del Pinatar | Filipiny             | 4:0 (3:0)            | 72'                  |                      | mecz towarzyski         |
| 5.                   | 27.02.2024           | San Pedro del Pinatar | Szkocja              | 1:1 (k. 5:4)         | 21'                  |                      | Pinatar Cup             |
| 4.                   | 06.07.2025           | Sion                  | Norwegia             | 1:2 (1:1)            | 32'                  |                      | Mistrzostwa Europy 2025 |

## Sukcesy
Na podstawie:

### Reprezentacyjne
- Pinatar Cup 2024